# سیاه‌بازی

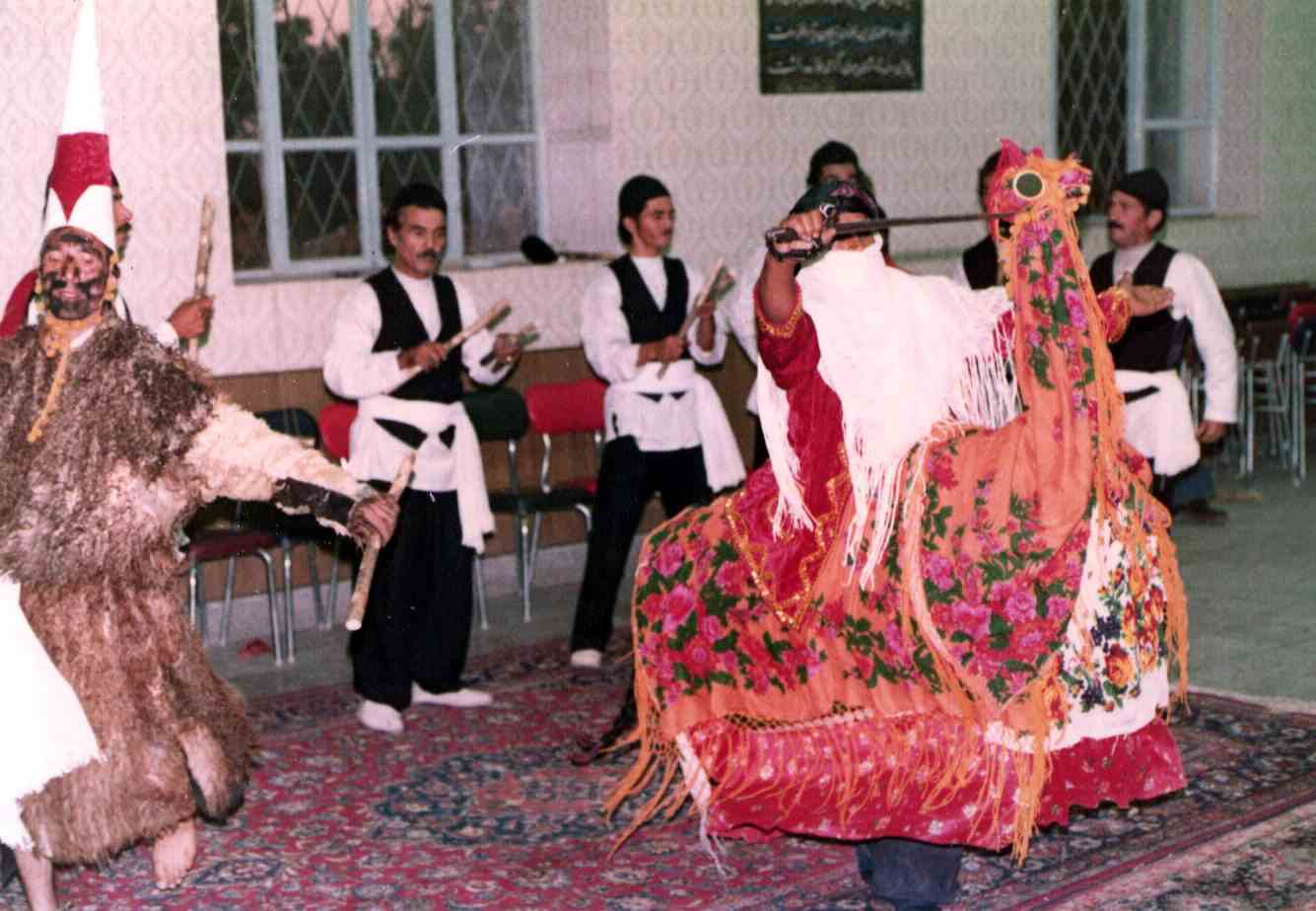
ِیک نمایش روحوضی در ج‍ش‍ن ف‍ره‍ن‍گ و ه‍ن‍ر، دهه ۱۹۷۰ (میلادی)

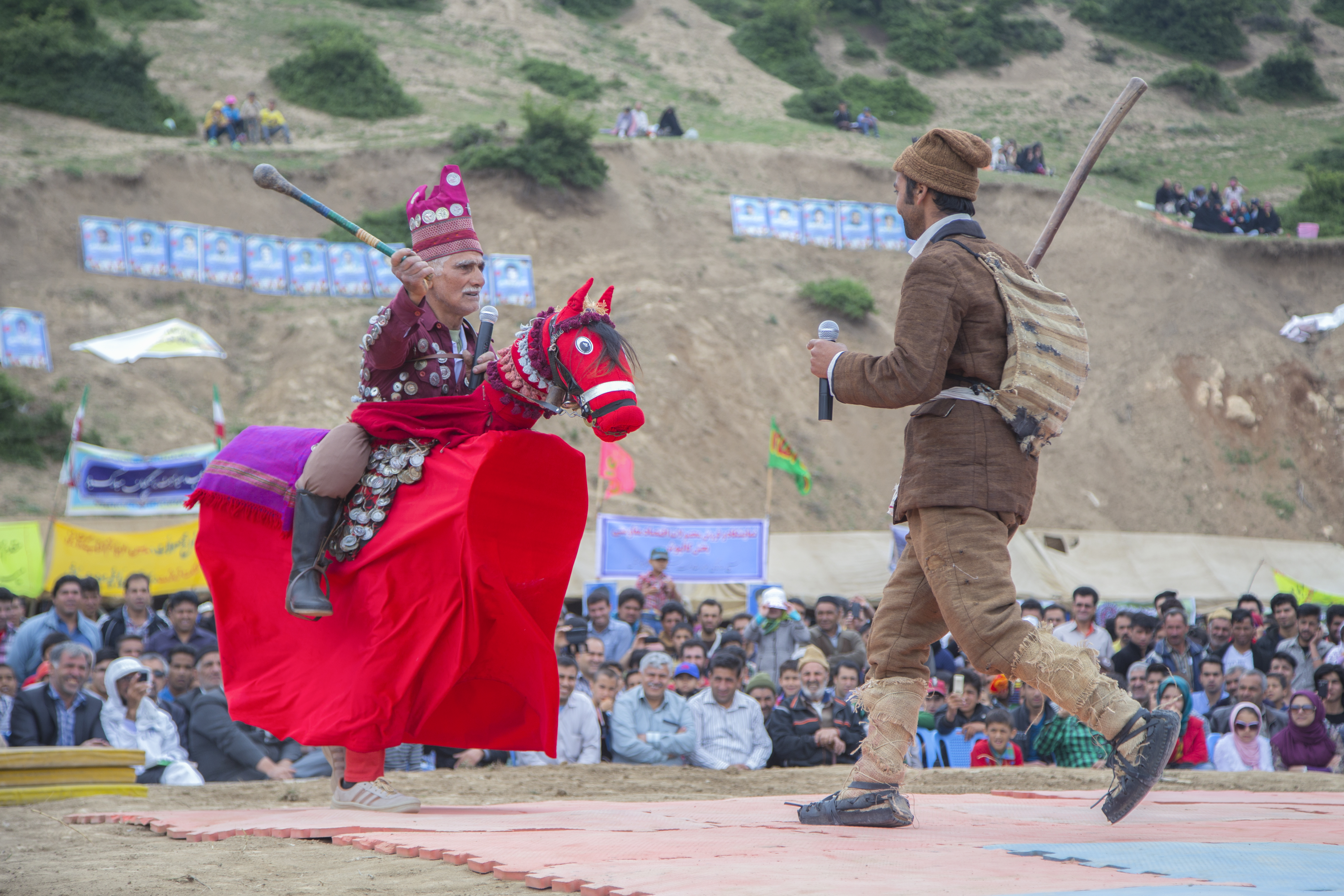
یک نمایش محلی در روستای حسین آباد کالپوش استان سمنان

سیاه بازی نوعی نمایش کُمیک ایرانی همراه با رقص و آواز و موسیقی بود. در آن شخصی دارای غلامی سیاه و گیج و گول است و با هم دست به کارهای خنده داری می‌زنند. از این کلمه به معنی عملیات از پیش طراحی شده برای فریب دیگری نیز استفاده شده‌است.
در این گونه نمایش با رویکردی انتقادی و طنزآمیز به موضوعات اجتماعی، سیاسی، عاطفی و حتی تاریخی پرداخته می‌شود.
باید توجه کرد که سیاه بازی و نمایش روحوضی دو مقولۀ متفاوت هستند. هر نمایش روحوضی ای سیاه بازی نیست. در گذشته در میان حیاط خانه‌های بزرگ ایرانی، حوضی بود که کاربردهای فراوانی داشت. از آن جمله در زمان جشن‌ها و میهمانی‌ها، ساکنان خانه روی آن تخته بزرگی می‌گذاشتند و شکلی همانند صحنه نمایش به آن می‌دادند تا عده‌ای بازیگر روی آن تخته به اجرای نمایش و البته از نوع کمدی آن بپردازند. با توجه به وجود شخصیت کمدی و قدیمی «سیاه» در ایران، این نمایش‌ها به یکی از نامهای عمومی «سیاه بازی» یا «تخت حوضی» یا «روحوضی» معروف شدند.
امروزه، نمایش روحوضی، هنری رو به زوال است. از مطرح‌ترین سیاه بازهای ایران امروز، می‌توان به سعدی افشار، عطا صفرپور، مجید افشار و جواد انصافی اشاره کرد.

## پیشینه
نمایش سنتی سیاه بازی برآمده از آئین‌ها، جشن‌ها و جشنواره‌هایی همچون نوروز است.
این نمایش ریشه در دوره صفویه دارد ولی از سال ۱۲۹۵ شمسی اوج بیشتری گرفت.
از سعدی افشار می‌توان به عنوان آخرین بازمانده این نمایش یاد کرد.

## هدف
این گونه نمایش در حقیقت بخشی از هنرهای عامیانه می‌باشد هدف از این نمایش فقط به قصد سرگرمی، سرخوشی و شاد زیستی نیست.
به مضحکه کشاندن نظم تحمیلی و فروکشیدن صاحبان قدرت و ثروت و جاه و مقام حتی شاه و وزیر توسط فردی «عوام» و خنداندن تماشاچی برآنها از رویکردهای این نمایش می‌باشد.

## ساختار
آنچه که امروز و بیشتر می‌تواند مورد توجه قرار گیرد بخش مربوط به ساختار این نمایش سنتی است.
در این نمایشنامه معمولاً دو تیپ حضور داشتند: یکی «حاجی» یا حاکم و دیگری سیاه که «مبارک» نام داشت و نوکر بود. در این نمایش سیاه سمبل مردم زجر کشیده و حاکم تجلی حکومت وقت محسوب می‌شد.
تمام لطف سیاه بازی به آن سیاه بامزه‌ای است که با دست انداختن ارباب و اطرافیانش خنده را به لب‌های مردم می‌نشاند. سیاهی که با شیرین‌کاری‌ها و شوخی‌های خود نقدی هم بر اوضاع جامعه می‌زند؛
بدیهه سازی و بدیهه سرایی محور اصلی این نوع نمایشنامه محسوب می‌شد. رقص و آواز نیز در آن وجود داشت؛ و پایان خوش و نتیجه‌گیری اخلاقی از ویژگی‌های آن به‌شمار می‌رود.